# Mafia. Von Paten, Pizzerien und falschen priestern
(Frankfurter Allgemeine Zeitung)
Mafia. Von Paten, Pizzerien und falschen priestern è un libro-inchiesta sulla 'Ndrangheta in Germania della giornalista del Die Zeit Petra Reski uscito per la sola Germania nel 2008.
Dopo la pubblicazione l'autrice ha ricevuto diverse intimidazioni.

## Edizioni
- Petra Reski, Mafia. Von Paten, Pizzerien und falschen priestern, 1ª ed., 2008, ISBN 978-3-426-27466-8.